# Lukas Vesterlund
Lukas Vesterlund, född 16 februari 2004 i Härnösand, är en svensk ishockeyspelare som spelade för Skellefteå AIK i SHL.

## Klubbar
- Timrå IK J18, J18 Elit (2019/2020)
- AIK Hockey Härnösand J18, J18 Elit (2019/2020)
- AIK Hockey Härnösand J20, J20 Nationell (2019/2020)
- AIK Hockey Härnösand, Division 2 (2019/2020)
- Skellefteå AIK J18, J18 Region / J18 Nationell (2020/2021 – 2021/2022)
- Skellefteå AIK J20, J20 Nationell (2021/2022 – 2023/2024)
- Skellefteå AIK, SHL (2022/2023 – 2024/2025)
- IK Oskarshamn, Allsvenskan (2024/2025) (lån)